# Аерогелі

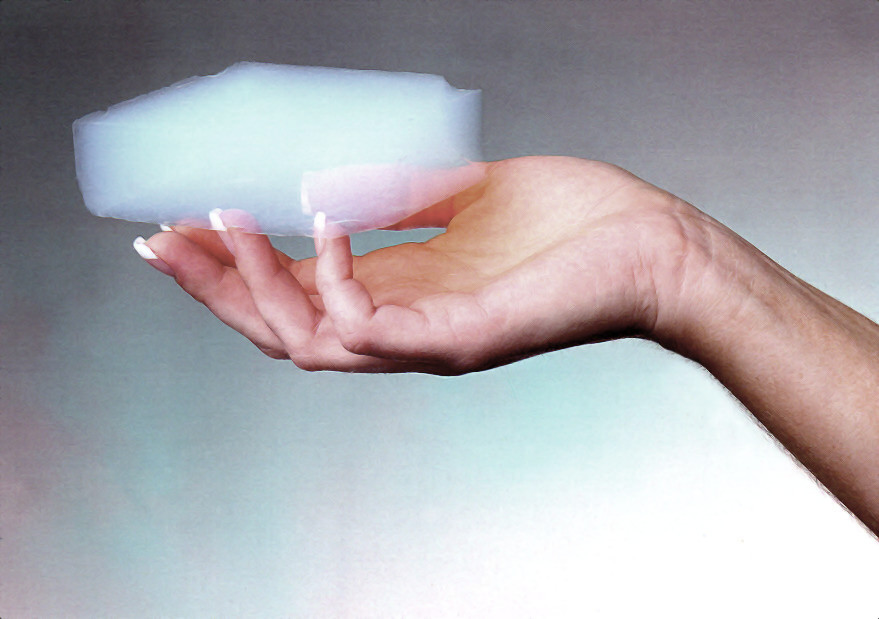
Блок аерогеля в руці

Аероге́лі (від лат. Aer — повітря і лат. gelatus — заморожений) — клас матеріалів, що являють собою гель, у якому рідка фаза повністю заміщена газоподібною. Такі матеріали мають надзвичайно низьку густину і виявляють низку унікальних властивостей: твердість, прозорість, жаростійкість тощо. Поширені аерогелі на основі аморфного діоксиду кремнію, глинозему, а також оксидів хрому та олова. На початку 1990-х отримано перші зразки аерогелю на основі вуглецю.

## Структура
Аерогелі належать до класу мезопористих матеріалів, у яких порожнини складають не менше 50 % об'єму. Переважно, цей відсоток досягає 90-99, а густина становить від 1 до 150 кг/м³. За структурою аерогелі являють собою деревоподібну мережу з об'єднаних у кластери наночастинок розміром 2-5 нм і пор розмірами до 100 нм.

## Історія
Першість у винаході визнана за хіміком Стівеном Кістлером (Steven Kistler) з Тихоокеанського коледжу (College of the Pacific) в Стоктоні, Каліфорнія, США, який оприлюднив 1931 року в журналі Nature власні досліди.
Кістлер заміняв рідину в гелі на метанол, а потім нагрівав гель під тиском до досягнення температури вищої за критичну температуру метанолу (240 °C) і, підтримуючи температуру, повільно знижував тиск. Метанол виходив з гелю, не зменшуючись в об'ємі; відповідно, і гель «висихав», майже не стискуючись. Проробити ці операції з водним розчином не вдавалось, оскільки за високих температур, матеріал гелю розчинявся в воді .

## Властивості

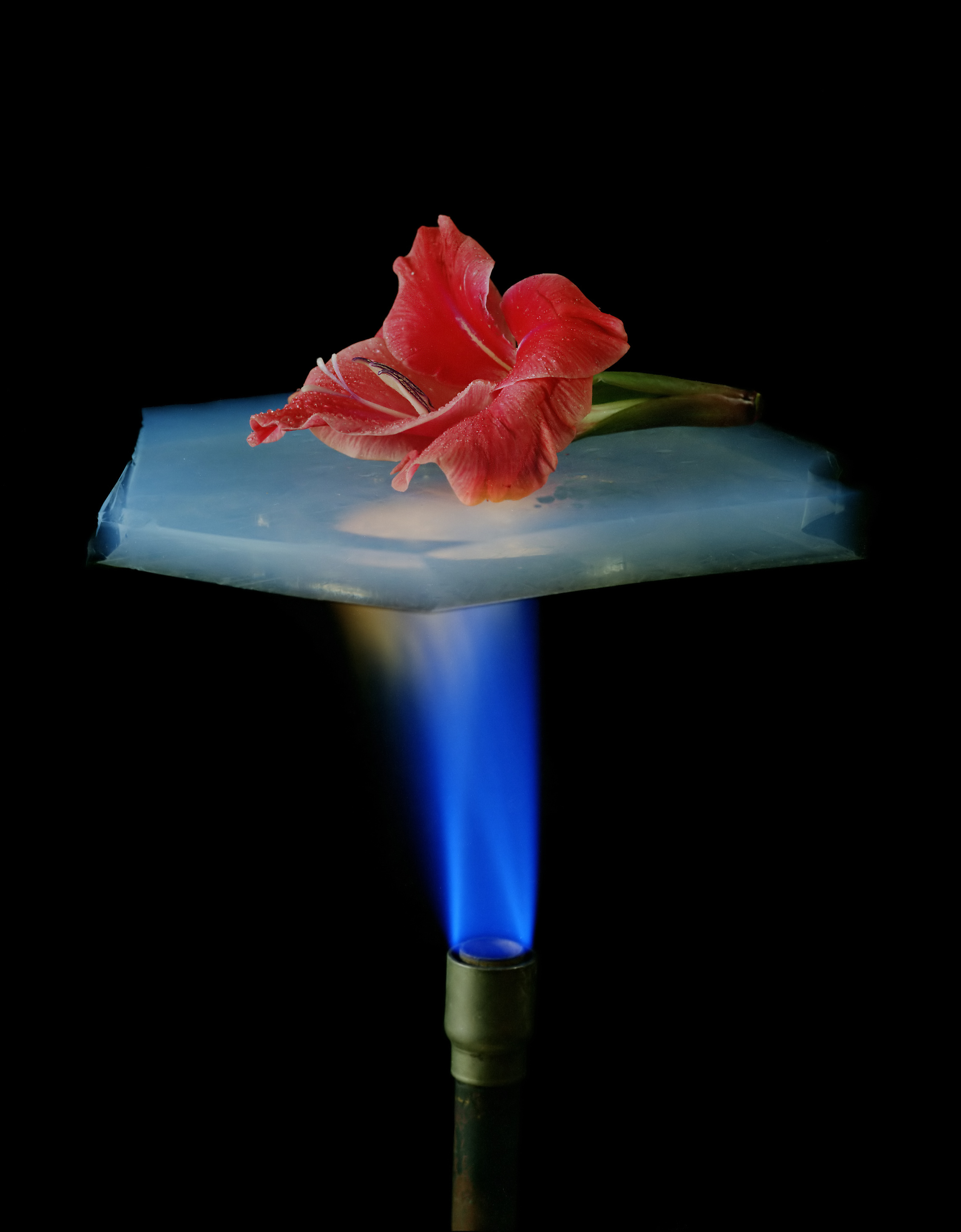
Аерогелі — гарні теплоізолятори: квітка на шматку аерогелю над пальником Бунзена

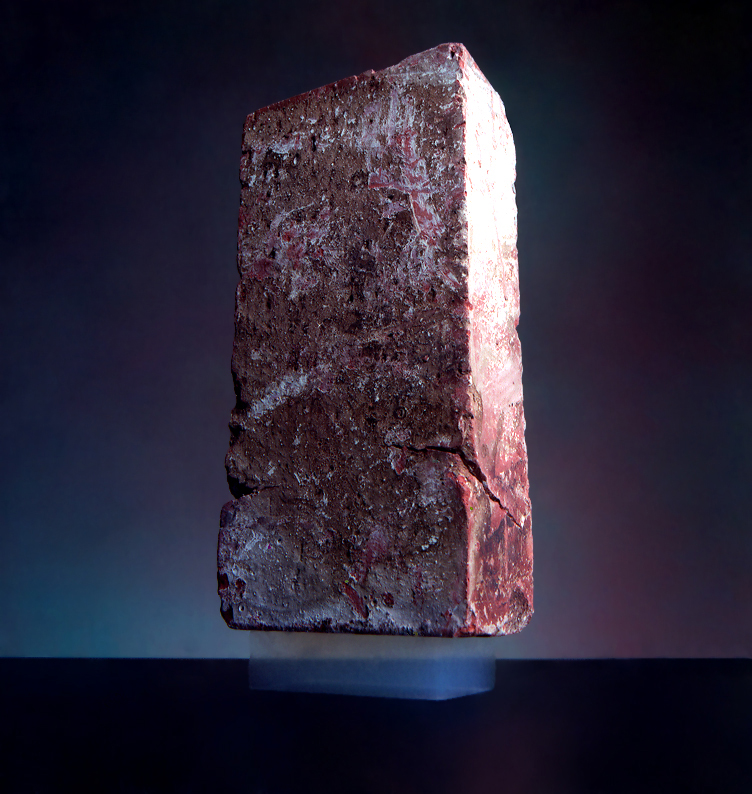
2,5-кг цеглини, що утримується на блоці аерогелю вагою 2,38 г

На дотик аерогелі нагадують легку, але тверду піну, щось подібне на пінопласт. При сильному навантаженні аерогель тріскається, але загалом це дуже міцний матеріал — зразок аерогеля може витримати навантаження в 2000 разів більше від власної ваги. Аерогелі, особливо кварцові — гарні теплоізолятори. Вони також дуже гігроскопічні.
За зовнішнім виглядом аерогелі напівпрозорі. Завдяки релеївському розсіюванню світла на деревоподібних структурах, вони виглядають блакитнуватими у відбитому світлі і ясно-жовтими у проникному.

## Види аерогелів
Найбільш розповсюджені кварцові аерогелі, їм також належить поточний рекорд з найменшої щільності у твердих тіл — 1,9 кг/м³, це в 500 разів менше від щільності води і всього в 1,5 рази більше щільності повітря. Кварцові аерогелі пропускають світло в м'якому ультрафіолеті і видимій області (з довжиною хвилі більше 300 нм) й інфрачервоному діапазоні, проте в інфрачервоній області присутні типові для кварцу, одержуваного зневоднюванням силікагелів смуги гідроксилу при 3500 см−1 і 1600 см−1. Завдяки надзвичайно низькій теплопровідності (~0,017 Вт/(м·К) в повітрі за атмосферного тиску), меншою, ніж теплопровідність повітря (0,024 Вт/(м·К)), вони застосовуються в будівництві як теплоізолятори і теплоутримувальні матеріали. Температура плавлення кварцового аерогелю становить 1200 °C.
Вуглецеві аерогелі складаються з наночастинок, ковалентно пов'язаних одна з одною. Вони електропровідні і можуть використовуватися як електроди в конденсаторах. Внаслідок дуже великої площі внутрішньої поверхні (до 800 м²/грам), вуглецеві аерогелі знайшли застосування у виробництві суперконденсаторів (йоністорів) ємністю в тисячі фарад. У наш час досягнуті показники в 104 Ф/грам і 77 Ф/см³. Вуглецеві аерогелі відбивають всього 0,3 % випромінювання в діапазоні довжин хвиль від 0,25 до 14,3 мкм, що робить їх дієвими поглиначами сонячного світла.
Кремнеземні аерогелі з оксиду алюмінію із домішками інших металів використовуються як каталізатори. На основі алюмооксидних аерогелів з добавками гадолінія і тербія в НАСА був розроблений детектор високошвидкісних зіткнень: в місці зіткнення частинки з поверхнею відбувається флюоресценція, інтенсивність якої залежить від швидкості зіткнення.

## Застосування
Крім численних технічних застосувань, обумовлених перерахованими вище неповторними властивостями, аерогель знаменитий передусім використанням у проєкті «Стардаст» як матеріал для пасток космічного пилу.
Оскільки показник заломлення аерогелів посідає проміжне положення між показниками заломлення газоподібних і рідких (твердих) речовин, аерогель використовується як радіатор в черенковських детекторах заряджених частинок.
Аерогелі можуть використовуватися як газові та рідинні фільтри.
Аерогель на основі окису заліза з алюмінієвими наночастинками може служити вибухівкою (розробка Ліверморської національної лабораторії ім. Лоуренса, США).
На початку 2006 деякі компанії, наприклад, United Nuclear, оголосили про початок продажу аерогелю організаціям і приватним особам. Залежно від розміру і форми зразка, ціна становить від $25 (фрагменти) до $125 (шматочок, що поміщається на долоні).
Є безліч застосувань для аерогелів:
- З комерційною метою аерогелі могли б бути використані у гранульованих формах для додавання ізоляції на вікна.
- Прозорий аерогель діоксиду кремнію був би дуже придатним як теплоізоляційний матеріал для вікон, який істотно обмежує теплові втрати будівель. Одна група дослідників показала, що виробництво аерогелю в невагомому навколишньому середовищі може виробляти частки більшого однакового розміру і зменшити ефект релеївського розсіювання у кремнезему аерогелю, внаслідок чого аерогель менш синій і прозоріший.
- Велика площа його поверхні призводить до численних можливостей, наприклад хімічна адсорбція для очищення розливів (див. адсорбція). Ця властивість також дає великий потенціал як каталізатора або носія каталізатора.
- Аерогель може використовуватися також як загусник в деяких фарбах і косметиці.
- Аерогелі проходять випробування для використання в цілях NIF.
- Додавання аерогелю може збільшити ефективність певних сумішей шляхом додавання домішок, зміцнення структур, і гібридизації сполук.
- Комерційне виробництво аерогелю почалося близько 2000 року. Аерогель діоксиду кремнію і волокнисто підкріплений, перетворює крихкий аерогель на міцний, гнучкий матеріал. Механічні та термічні властивості продукту можуть бути змінені й засновані на виборі армувальних волокон, аерогелю матриці, і помутніння добавки, залучених до складників.
- NASA використовує аерогелі як пастки космічного пилу, частинок на борту космічного корабля Stardust. Частинки випаровуються під час ударів з твердими тілами і проходять різь гази, і можуть опинитися в пастці аерогелів. НАСА також використовує аерогель для теплоізоляції в марсоходах і космічних скафандрах.

ВМС США оцінює аерогельну білизну як пасивні тепловий захист для дайверів.
- Аерогелі також використовуються у фізиці елементарних частинок, як радіатори в детекторах Черенкова. АКК системи детектор Belle, застосовуваних в досліді Belle на KEKB, є останнім прикладом такого використання. Придатність аерогелів визначається їх низьким показником заломлення, заповнюючи прогалину між газами і рідинами, й їх прозорістю та твердий стан, що робить їх зручнішими у використанні, ніж кріогенну рідину або стиснений газ. Їхня низька маса також вигідна для космічних польотів.
- Резорцин — формальдегід аерогелів (полімери хімічно схожі на фенол формальдегідні смоли) в основному використовуються як прекурсори для виробництва вуглецевих аерогелів, або коли потрібні органічні діелектрики з великою поверхнею.
- Перше побутове житлове використання аерогелю як діелектрика, сталося в Технологічному інституті Джорджії's Solar Decathlon Будинок, де він використовується як діелектрик у напівпрозорому даху.
- Метал-аерогельні нанокомпозити можна отримати шляхом просочення гідрогелю розчином, що містить іони відповідного благородного або перехідного металів. Просякнутий гідрогелем і потім опромінений гамма-променем, що призводить до опадів наночастинок металу. Такі композити можуть бути використані як каталізатори, давачі, для електромагнітного екранування, в утилізації відходів. Далекосяжним є використання аерогелів, каталізатором у паливних елементах.
- Вуглецевий аерогель має застосування в будівництві малих електрохімічних іоністорів. Завдяки великій площі поверхні аерогелю, ці конденсатори можуть бути 1/2000th до 1/5000th розміру, щодо подібних електролітичних конденсаторів. Аерогель суперконденсаторів може мати дуже низький опір порівняно зі звичайними суперконденсаторами і може поглинути або виробити дуже високі пікові струми.
- «Dunlop» додав аерогель у форму своєї нової серії тенісних ракеток.
- «Chalcogels» показали фільтр поглинання важкого металу, забруднювачів ртуті, свинцю і кадмію з води.
- Аерогель використовується для введення в розлад надтекучого гелію-3.